# Social rang og mobilitet (bog)
Social rang er den anseelse bestemte erhvervsgrupper eller stillinger nyder i det samfund, de forekommer i.
Udtrykket vandt aktualitet i Danmark i 1962, da Kaare Svalastoga og Preben Wolf udgav bogen Social rang og mobilitet. Bogen var en undersøgelse, hvori et repræsentativt udvalg af befolkningen var bedt om at vurdere den indbyrdes anseelse af forskellige befolkningsgrupper. Den sociale rang har i princippet hverken at gøre med indkomst- og formueforhold, uddannelsesforhold, stilling som selvstændig eller ansat eller arvede og tildelte titler, men afspejlede, at de forhold alligevel spiller en rolle i almenhedens opfattelse af den sociale rang.
Social rang og mobilitet udskilte ni socialklasser:
1. Højere overklasse, omfatter kongehusets medlemmer
2. Mellemste overklasse, statsministre, ambassadører, biskopper og departementschefer
3. Lavere overklasse med over 100 ansatte samt funktionærer og embedsmænd med særlig uddannelse fx professorer
4. Højere middelklasse, selvstændige med 25-100 ansatte, embedsmænd med akademisk uddannelse
5. Mellemste middelklasse, selvstændige med 5-25 ansatte, funtionærer med 10-50 underordnede og/eller med studentereksamen
6. Lavere middelklasse, selvstændige med 1-5 ansatte samt funktionærer med 9-10 års skolegang
7. Højere arbejderklasse, selvstændige uden ansatte samt faglærte arbejdere
8. Mellemste arbejderklasse, ufaglærte samt mindre selvstændige (skopudsere, gadesælgere)
9. Lavere arbejderklasse, fx prostituerede, vagabonder, vaneforbrydere, langvarigt forsorgsunderstøttede